# Pidhajcký hrad
Pidhajcký hrad, nebo také Pidhajecký hrad (ukrajinsky Підгаєцький замок, Pidhajec'kyj zamok, polsky Zamek w Podhajcach) byl středověký hrad ležící na řece Koropec v Pidhajci v Ternopilské oblasti na Ukrajině. Hrad se nacházel na umělém ostrově, kdy z obou stran je obklopen řekami Koropec a Mužylivka. Hrad oddělovala od města, které se nacházelo na západ od hradu, citadela, která sahala až po břeh řeky.

## Historie
Hrad byl pravděpodobně vystavěn rodem Bučaků. Často byl spojován s kozáky, kdy v okolí hradu proběhly dvě bitvy, včetně bitvy u Pidhajci. V roce 1677 město a hrad navštívil dvořan krále Jana III. Sobieského zvaný Dollerak a popsal ho jako:
Starobylé město patří k nejvýznamnějším v Rusku, o čemž svědčí zříceniny hradeb, dlažební kostky, brány s nápisy, kamenné domy s architektonickou výzdobou, pět kamenných svatyní a starosvětský hrad s mohutnými věžemi a vysokými terasami. Byl obehnán valem.
Dallerak, 
V 18. století již nebyl obýván a chátral. V 19. století v něm vznikl pivovar a lihovar, který fungoval až do druhé světové války. V roce 1970 byly definitivně zničeny zbytky hradu, které tam do té doby stály, dnes se na místě hradu nachází konzervárna.

## Architektura
Původně mělo město vlastní opevnění a až později se postavil hrad, který by se pravděpodobně dal považovat za citadelu, jež byla poslední baštou pro občany v případě, že by nepřítel prolomil obranu městských hradeb. Město Pidhajci mělo obranné zdi, starý hrad s obrovskými věžemi, obehnaný hradbami.